# Sartorius
Sartorius — немецкая компания, занимающаяся снабжением лабораторным и фармацевтических оборудованием. Штаб-квартира находится в Гёттингене. Крупнейшими акционерами являются правнучки основателя Карин Сарториус-Хербст, Кристин Франкен и Ульрике Баро.

## История
Компания была основана в 1870 году Флоренцом Сарториусом (Florenz Sartorius, 1846—1925) как мастерская точных приборов при университете Гёттингена. Первой собственной разработкой стали аналитические весы с коротким треугольным коромыслом. Позже ассортимент расширился различными типами весов, геодезическими и астрономическими инструментами, микрометрами, микротомами и инкубаторами для птицеферм.
В 1926 году при участии Sartorius в Гёттингене было создано предприятие по производству мембранных фильтров для ультрафильтрации, разработанных Рихардом Зигмонди; в 1935 году предприятие перешло под полный контроль фирмы Sartorius.
В 1947 году компанию возглавил внук основателя Хорст Сарториус. В 1948 году было создано дочернее предприятие по выпуску гидравлических подшипников. В 1971 году в Австрии был открыт первый зарубежный филиал, за ним последовали дочерние компании в Нидерландах, Франции и Великобритании; в 1975 году в Сан-Франциско был создан филиал в США. Для поставок мембранных фильтров на американский рынок в 1982 году был открыт завод в Пуэрто-Рико. В 1990 году компания разместила свои акции на Франкфуртской фондовой бирже. В 2000 году у B. Braun было куплено подразделение по производству ферментеров B. Braun Biotech International.
В марте 2023 года была куплена французская компания Polyplus.

## Деятельность
Основным направлением деятельности является снабжение оборудованием и расходными материалами производителей биофармацевтических препаратов, включая фильтры для стерилизации биофармацевтической среды, одноразовые ёмкости для разведения клеточной культуры и хранения готовых препаратов и другое. Также занимается поставками лабораторного оборудования, включая лабораторные весы, фильтры для очистки воды, электронные пипетки и т. д.
По доле в выручке основными регионами деятельности в 2022 году были США (35 %), Китай (11 %), Южная Корея (5 %), Германия (8 %), Франция (4 %), остальная Европа и Ближний Восток (25 %), Азиатско-Тихоокеанский регион (10 %).
В 2023 году Sartorius заняла 1504-е место в списке крупнейших публичных компаний мира Forbes Global 2000.